# Eren Taskin
Eren Taskin (* 26. August 1992 in Duisburg) ist ein deutscher Fußballspieler.

## Karriere
In seiner Kindheit wechselte Taskin früh in die Jugendabteilung des MSV Duisburg. Zur Saison 2003/04 wechselte er zum FC Schalke 04. Zwischen 2006 und 2009 spielte er für Rot-Weiss Essen. Nach guten Leistungen wechselte er zurück zum FC Schalke 04 und spielte dort in der A-Junioren-Bundesliga. Mit 19 Jahren durfte er für die 2. Mannschaft der Königsblauen auflaufen. Zur Saison 2012/13 wechselt er dann zur Zweitbesetzung des MSV Duisburg, die in dieser Saison abstieg. Daher wechselte er zur Saison 2013/14 zu seinem jetzigen Verein Fortuna Düsseldorf, wo er in der laufenden Saison 16 mal für die 2. Mannschaft in der Regionalliga West auflaufen durfte. Er erzielte acht Tore und bereitete fünf weitere vor. Durch diese starken Leistungen wurde er in die Profimannschaft berufen. Taskin gab sein Profidebüt am 22. Dezember 2013, am 19. Spieltag der 2. Bundesliga, als er in der 46. Minute für Oliver Fink eingewechselt wurde. Die Fortuna Düsseldorf verlor das Spiel gegen den 1. FC Köln mit 2:3.
Nach der Saison verließ Taskin den Verein und wechselte zur SG Wattenscheid 09. Nach zwei Jahren führte ihn sein Weg in die Türkei, wo er in der TFF 2. Lig für verschiedene Vereine, darunter Fatih Karagümrük SK, spielte. Unterbrochen wurde diese Zeit von einer kurzen Rückkehr zur SG Wattenscheid 09.
Im Jahr 2022 wechselte Taskin zurück nach Deutschland und schloss sich den Sportfreunden Baumberg an. Da er dort ohne Einsatz blieb, verließ er den Verein und spielte anschließend in der Oberliga Niederrhein für die Sportfreunde Hamborn 07. Derzeit ist Taskin für Rheinland Hamborn aktiv.

### Nationalmannschaft
Im Jahr 2014 wurde Taskin für die U21-Auswahl Aserbaidschans nominiert, kam jedoch nicht zum Einsatz.